# Joseph Marie Nguyễn Tùng Cương
Joseph Marie Nguyễn Tùng Cương (Đông Nội, 4 ottobre 1919 – Haiphong, 10 febbraio 1999) è stato un vescovo cattolico vietnamita.

## Biografia
Joseph Marie Nguyễn Tùng Cương nacque il 4 ottobre 1919 a Đông Nội, località del comune di Châu Giang nel distretto di Duy Tiên della provincia di Ha Nam.
Entrò in seminario all'età di dodici anni nel 1931 e, dopo aver completato gli studi, fu ordinato presbitero il 3 dicembre 1949 dal vescovo Jean-Marie Mazé.
Dopo l'ordinazione sacerdotale fu prima viceparroco e poi parroco della parrocchia di Hàm Long ad Hanoi e di Vĩnh Trị a Nam Dinh.
Alla fine della guerra d'Indocina che portò alla divisione del Vietnam, decise di rimanere nel nord. Qui lavorò come oste per mantenersi e fu incaricato di servire alla casa comune di Hanoi (una sorta di casa del popolo).
Il 10 gennaio 1979 papa Giovanni Paolo II lo nominò vescovo di Hải Phòng. Ricevette l'ordinazione episcopale il 18 febbraio seguente nella cattedrale di San Giuseppe per imposizione delle mani del cardinale Joseph-Marie Trịnh Văn Căn; prese possesso della diocesi il 24 febbraio.
In seno alla conferenza episcopale del Vietnam è stato segretario generale per un mandato nel triennio 1980 – 1983.
Durante il suo ministero riuscì ad ottenere dal governo i permessi per riparare la maggior parte delle tante chiese della diocesi danneggiate durante la guerra e dedicò particolare attenzione alla buona formazione dei seminaristi.
Resse la diocesi per venti anni, morendo il 10 febbraio 1999 ad Haiphong all'età di 79 anni.

## Genealogia episcopale
La genealogia episcopale è:
- Cardinale Scipione Rebiba
- Cardinale Giulio Antonio Santori
- Cardinale Girolamo Bernerio, O.P.
- Vescovo Claudio Rangoni
- Arcivescovo Wawrzyniec Gembicki
- Arcivescovo Jan Wężyk
- Vescovo Piotr Gembicki
- Vescovo Jan Gembicki
- Vescovo Bonawentura Madaliński
- Vescovo Jan Małachowski
- Arcivescovo Stanisław Szembek
- Vescovo Felicjan Konstanty Szaniawski
- Vescovo Andrzej Stanisław Załuski
- Arcivescovo Adam Ignacy Komorowski
- Arcivescovo Władysław Aleksander Łubieński
- Vescovo Andrzej Stanisław Młodziejowski
- Arcivescovo Kasper Kazimierz Cieciszowski
- Vescovo Franciszek Borgiasz Mackiewicz
- Vescovo Michał Piwnicki
- Arcivescovo Ignacy Ludwik Pawłowski
- Arcivescovo Kazimierz Roch Dmochowski
- Arcivescovo Wacław Żyliński
- Vescovo Aleksander Kazimierz Bereśniewicz
- Arcivescovo Szymon Marcin Kozłowski
- Vescovo Mečislovas Leonardas Paliulionis
- Arcivescovo Bolesław Hieronim Kłopotowski
- Arcivescovo Jerzy Józef Elizeusz Szembek
- Vescovo Stanisław Kazimierz Zdzitowiecki
- Cardinale Aleksander Kakowski
- Papa Pio XI
- Vescovo Jean-Baptiste Nguyễn Bá Tòng
- Vescovo Thaddée Anselme Lê Hữu Từ, O.Cist.
- Cardinale Joseph Marie Trịnh Như Khuê
- Cardinale Joseph-Marie Trịnh Văn Căn
- Vescovo Joseph Marie Nguyễn Tùng Cương